# Tramvajová doprava v Rostově na Donu

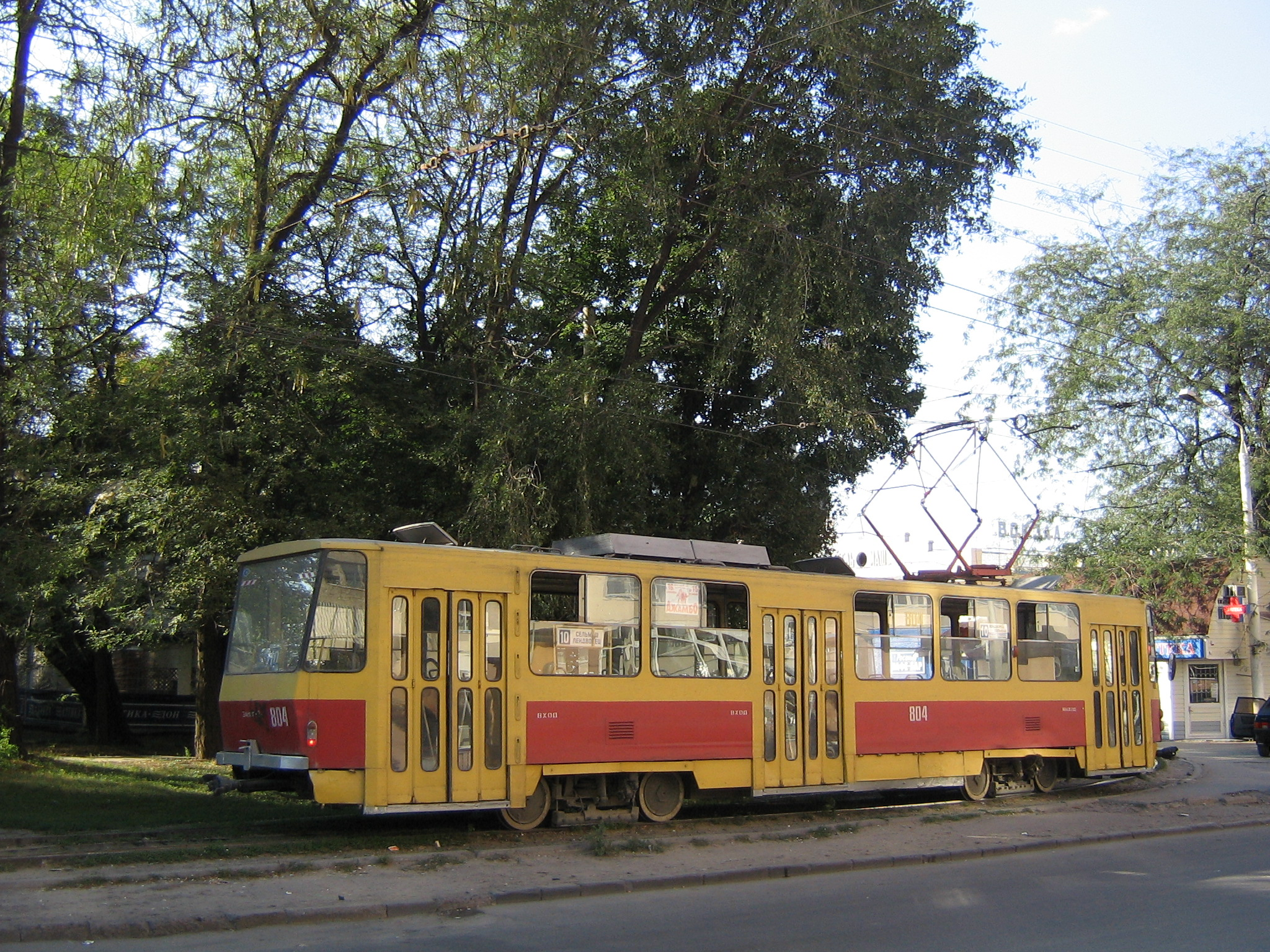
Vůz typu T6B5 ze současných dob

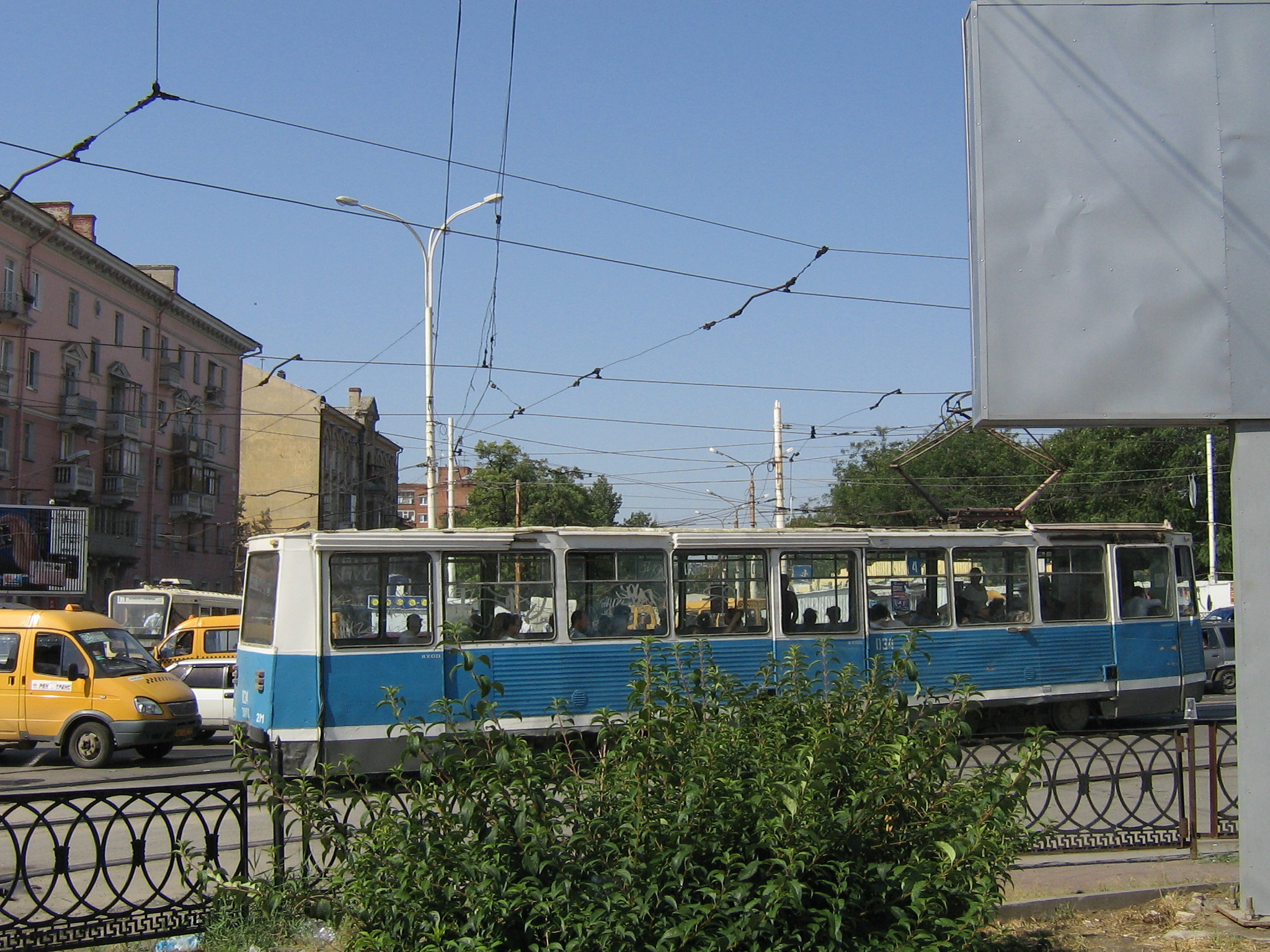
Tramvaj typu KTM-5 v Rostovských ulicích

Rostov na Donu je jedním z měst v Rusku, kde se nachází síť tramvajové dopravy. Jedná se o systém střední velikosti, jedinečný v tom, že jako jediný v Rusku má rozchod kolejí 1435 mm (ostatní provozy jsou širokorozchodné či výjimečně úzkorozchodné).

## Historie
Historie rostovských tramvají začala v roce 1886, když zde belgická dopravní společnost vybudovala systém koňky; jednalo se o tehdy již desátou zprovozněnou síť tohoto typu na území tehdejšího Ruska. Do roku 1900 se zprovoznily již čtyři linky; od roku 1890 pak byla v provozu zcela první meziměstská tramvajová trať, spojující Rostov na Donu a nedaleké město Nachičevan. Od 2. ledna 1902 se rozjely též elektrické tramvaje, od 22. prosince téhož roku pak elektrifikace dosáhla i meziměstské tratě.
Na rozdíl od jiných měst v Rusku, kde po první světové válce byl provoz tramvají zastaven, a to vzhledem k válce občanské, v Rostovu fungovala tramvajová síť stále. 
K dalšímu rozvoji došlo ještě za války; roku 1920 došlo k otevření druhé sítě na pravém břehu řeky Don. Ještě ve 20. letech byla zprovozněna trať do čtvrti Krasnyj Aksaj (na jihovýchodě města) a tak byly obě sítě spojeny. 
Po druhé světové válce začala rozsáhlá výstavba nových čtvrtí; nejprve zděných domů a později paneláků. Na nová sídliště bylo nutné zavést městskou hromadnou dopravu; stavěly se tedy opět nové tramvajové tratě. Na ně byly nasazovány, poprvé v tehdejším Sovětském svazu, tramvaje československé výroby, nejprve typu Tatra T1 a později (od roku 1957) i Tatra T2.
Útlum tramvajové dopravy se objevil až v 90. letech 20. století, kdy bylo mnoho tratí, ale též i infrastruktury (ze čtyř vozoven zůstaly dvě – Vozovna Lengorodke a Vozovna Nachičevan). Vyřazeno bylo samozřejmě též i mnoho tramvají. Očekává se, že dopravní zátěž převezme metro, které má být v Rostově výhledově vybudováno.

## Vozový park
- Tatra T6B5
- KTM-5
- KTM-8
- KTM-19